# Åke Egnell
Åke Oskar Clemens Egnell, född 21 januari 1918 i Kungsholms församling i Stockholm, död 2002 i Göteborg, var en svensk skådespelare.
Egnell debuterade 1944 i Hampe Faustmans Vi behöver varann och kom att medverka i totalt fem filmer till och med 1955.

## Filmografi
- 1944 – Vi behöver varann
- 1944 – Kärlekslivets offer
- 1945 – Biljett till äventyret
- 1945 – Oss tjuvar emellan eller En burk ananas
- 1955 – Monsieur Robert

## Teater

### Roller
| År   | Roll | Produktion                            | Regi             | Teater            |
| ---- | ---- | ------------------------------------- | ---------------- | ----------------- |
| 1944 |      | Vår väg mot framtiden Rudolf Värnlund | Ingrid Luterkort | Dramatikerstudion |

### Fotnoter
1. 1 2  ”Åke Egnell”. Svensk Filmdatabas. http://www.sfi.se/sv/svensk-filmdatabas/Item/?type=PERSON&itemid=61733&ref=%2ftemplates%2fSwedishFilmSearchResult.aspx%3fid%3d1225%26epslanguage%3dsv%26searchword%3d%C3%85ke+Egnell%26type%3dPerson%26match%3dBegin%26page%3d1%26prom%3dFalse. Läst 4 mars 2013.
2. ↑  ”Teater Musik Film”. Dagens Nyheter:  s. 14. 26 april 1944. Arkiverad från originalet den 24 november 2021. https://web.archive.org/web/20211124135759/https://cached-images.bonnier.news/swift/kb-archive-dn-web/helbild-dagens-nyheter-onsdag-26-april-1944-sida-14_1950.jpeg. Läst 24 november 2021.